# Privilege of Evil (EP)
Privilege of Evil es un EP de la banda finlandesa Amorphis lanzado en 1993.

## Canciones
1. "Pilgrimage from Darkness" – 4:32
2. "Black Embrace" – 3:25
3. "Privilege of Evil" – 3:50
4. "Misery Path" – 4:17
5. "Vulgar Necrolatry" (Abhorrence Cover) – 3:58
6. "Excursing from Existence" – 3:06

## Créditos
- Olli-Pekka Laine - bajo guitarra
- Tomi Koivusaari - vocalistas, guitarra rítmica
- Esa Holopainen - Guitarra solista
- Jan Rechberger - batería, Sintetizador
- Jukka Kolehmainen - vocalista en "Vulgar Necrolatry"

- Datos: Q571274